# Werner H. Greub
Werner Hildbert Greub, originariamente Graeub (Feldkirch, 1925 – Vorarlberg, 1991) è stato un matematico svizzero, oggi meglio conosciuto per il suo contributo all'algebra lineare e geometria differenziale.

## Vita e opere
Greub conseguì il dottorato nel 1949 dall'Università di Heidelberg con la tesi Die semilinearen Abbildungen. Fu Privatdozent all'Università di Zurigo. Nel 1960 si trasferì negli Stati Uniti e nel 1962 in Canada, all'Università di Toronto. In quel periodo cambiò il suo cognome in Greub.
Greub scrisse una monografia di algebra lineare nella serie Grundlehren der mathematischen Wissenschaften e un importante libro di testo in tre volumi di geometria differenziale con Ray Vanstone e Stephen Halperin.
- (DE) Die Semilinearen Abbildungen, Sitzungsberichte der Heidelberger Akademie der Wissenschaften 1950 (Tesi di Laurea)
- (EN) Werner H. Greub, Linear Algebra, Springer, 1963, ISBN 978-3-662-01545-2.
- (EN) Werner Greub e Herbert-Rainer Petry, On the lifting of structure groups, in Differential Geometrical Methods in Mathematical Physics II, Lecture Notes in Mathematics, Springer, 1978,  pp. 217–246, ISBN 978-3-540-35721-6.